# Saint-Pierre-la-Noaille
Saint-Pierre-la-Noaille este o comună în departamentul Loire din sud-estul Franței. În 2009 avea o populație de 367 de locuitori.

## Evoluția populației
| An        | 1975 | 1982 | 1990 | 1999 | 2006 | 2009 |
| --------- | ---- | ---- | ---- | ---- | ---- | ---- |
| Populație | 236  | 283  | 298  | 323  | 353  | 367  |